# Rolando Escobar
Pour les articles homonymes, voir Escobar.
Rolando Emilio Escobar Batista, né le 24 octobre 1981 à Panama au Panama, est un footballeur international panaméen, qui évolue au poste de milieu de terrain au Sporting San Miguelito.

## Biographie

### Carrière en club
Le 26 mai 2015, Rolando Escobar rejoint le FC Dallas, en Major League Soccer après trois années passées au Deportivo Anzoátegui.

### Carrière en sélection
Avec l'équipe du Panama, il joue 38 matchs (pour un but inscrit) depuis 2003. 
Il figure dans le groupe des sélectionnés lors des Gold Cup de 2007, de 2009 et de 2013. Il atteint la finale de cette compétition en 2013, en étant battu par les États-Unis.
Il joue également 5 matchs comptant pour les tours préliminaires de la coupe du monde, lors des éditions 2010 et 2014.

## Palmarès

### Palmarès en club
| Tauro FC - Championnat du Panama (1) : - Champion : 2007 (Ouverture). |  | Deportivo Táchira - Championnat du Venezuala (1) : - Vainqueur : 2007-2008. |  | Caracas FC - Championnat du Venezuela (1) : - Vainqueur : 2008-2009. |

| San Francisco FC - Championnat du Panama (1) : - Vainqueur : 2009 (Ouverture). |  | Deportivo Anzoátegui - Coupe du Venezuala (1) : - Vainqueur : 2013. |

### Palmarès en sélection
Panama
- Gold Cup :
  - Finaliste : 2013.